# ادولفینو
ادولفینو (به لاتین: Adolfinów) یک منطقهٔ مسکونی در لهستان است که در Gmina Rozprza واقع شده‌است.